# Dzienniki Nikki

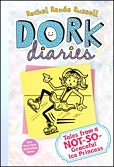
Okładka czwartego tomu powieści

Dzienniki Nikki (ang. Dork Diaries) – cykl książek dla dzieci i młodzieży  autorstwa Rachel Renee Russell, przetłumaczony na 23 języki. W Polsce ukazało się 9 tomów, nakładem wydawnictwa Akapit Press. Cykl Dzienniki Nikki opisuje przygody nastolatki Nikki Maxwell. Historia ma swój początek w momencie, gdy Nikki rozpoczyna naukę w nowej szkole. Tom 1 królował na liście The New York Times Best Seller list.

## Tomy Dzienniki Nikki

### Dzienniki Nikki. Nie tylko o szkole!
Dzienniki Nikki. Nie tylko o szkole! (oryginalny tytuł: Dork Diaries) wydano w 2009 roku. Nikki rozpoczyna naukę w nowej szkole Westchester Country Day położonej w Karolinie Północnej. Westchester Country Day to prywatna, prestiżowa i droga szkoła, do której Nikki chodzi dzięki stypendium, które załatwił jej tata. Nikki nie cieszy się z nowej szkoły. Musi sprostać codziennym wyzwaniom, które opisuje w sekretnym dzienniku. Nie czuje się dobrze w otoczeniu bogatych i modnych osób ze szkoły. Jej szkolna szafka znajduje się tuż obok najpopularniejszej dziewczyny w szkole MacKenzie Hollister. MacKenzie mówi na Nikki „Dork” i nieustannie zatruwa jej życie. Mimo trudnych początków Nikki zaprzyjaźnia się z Chloe i Zoey. Poznaje też chłopaka o imieniu Brandon, który podoba się nie tylko jej, ale i MacKenzie, która zrobi wszystko by go zdobyć.

### Dzienniki Nikki. Zapraszam na party!
Dzienniki Nikki. Zapraszam na party! (oryginalny tytuł: Dork Diaries 2: Tales from a not-so-popular party girl) wydano w 2010 roku. W powieści Nikki Maxwell oraz MacKenzie Hollister rywalizują o względy kolegi ze szkoły szkolnego fotografa, Brandona Robertsa. Zbliżająca się impreza z okazji Halloween to kolejny powód do walki. Tym razem rozgrywka będzie się toczyć o to z kim Brandon pójdzie na tańce.

### Dzienniki Nikki. Chcę zostać gwiazdą!
Dzienniki Nikki. Chcę zostać gwiazdą! (oryginalny tytuł: Dork Diaries 3: Tales from a Not-So-Talented Pop Star) wydano w 2011 roku. Nikki Maxwell chodzi do szkoły dzięki tacie, który dostał kontrakt na dezynfekcje owadów w tej szkole. Jest to jednak pilnie strzeżoną tajemnicą, o której nikt nie wie. Prawdę poznaje wróg Nikki MacKenzie Hollister. Stawia Nikki warunek – ani ona, ani jej najlepsze przyjaciółki Chloe i Zoey nie mogą wziąć udziału w konkursie talentów, inaczej wszyscy dowiedzą się o jej sekrecie. Jednak Nikki musi wygrać konkurs, aby zdobyć stypendium.

### Dzienniki Nikki. Tańczę na lodzie
Dzienniki Nikki. Tańczę na lodzie (oryginalny tytuł: Dork Diaries 4: Tales from a Not-so-Graceful Ice Princess) wydano w 2012 roku. Główne wydarzenia Dzienniki Nikki. Tańczę na lodzie związane są z Brandonem. Nikki Maxwell postanawia pomóc swojej szkolnej miłości. Angażuje się w ratowanie schroniska dla psów oraz bierze udział w programie dobroczynnym „Święta na Lodzie”. Kłopotów dostarcza jej szkolny wróg MacKenzie Hollister.

### Dzienniki Nikki. Ja wiem lepiej!
Dzienniki Nikki. Ja wiem lepiej! (oryginalny tytuł: Dork Diaries 5: Tales from a Not-so-Smart Miss Know-it-All) wydano w 2012 roku. Nikki Maxwell postanawia zaangażować się w pracę w szkolnej gazetce. Ma to związek z plotkarską działalnością MacKenzie Hollister. Przygoda z dziennikarstwem rozpoczyna się od pisania do rubryki z poradami. Odpowiada na listy, w których rówieśnicy dzielą się swoimi problemami i poszukują u niej porady. W działalności dziennikarskiej wspierają Nikki przyjaciółki Chloe i Zoey.

### Dzienniki Nikki. Nikki Podrywaczka
Dzienniki Nikki. Nikki Podrywaczka (oryginalny tytuł: Dork Diaries 6: Tales From a Not-So-Happy Heartbreaker) wydano w 2013 roku. Akcja książki rozpoczyna się krótko przed walentynkową imprezą taneczną. Nikki ma nadzieję, że otrzyma zaproszenie od Brandona i pójdą razem. Uważa, że byłby to dowód sympatii, którego tak bardzo oczekuje. Martwi się jednak, że Brandon zaprosi na bal MacKenzie.

### Dzienniki Nikki. Będę w TV!
Dzienniki Nikki. Będę w TV! (oryginalny tytuł: Dork Diaries 7: Tales from a Not-So-Glam TV Star) wydano w 2014 roku. W tej części Nikki Maxwell liczy na pierwszy pocałunek ze szkolną sympatią Brandonem. Do szkoły Westchester Country Day przyjeżdża ekipa telewizyjna i Trevor Chase. Mają oni nagrać występ grupy, której członkinią jest właśnie Nikki. W związku z tym Nikki uczęszcza na lekcje śpiewu i lekcje choreografii, aby zespół jak najlepiej wypadł w programie telewizyjnym 15 Minutes of Fame.

### Dzienniki Nikki. To nie moja bajka!
Dzienniki Nikki. To nie moja bajka! (oryginalny tytuł: Dork Diaries 8: Tales from a Not-So-Happily Ever After) wydano w 2014 roku. W Prima aprilis Nikki zostaje uderzona piłką w głowę. W wyniku uderzenia przenosi się w równoległy świat z bajkowymi postaciami, które przypominają jej Brandona, Chloe, Zoey i MacKenzie.

### Dzienniki Nikki. Królowa Dramatu
Dzienniki Nikki. Królowa Dramatu (oryginalny tytuł: Dork Diaries 9: Tales from a Not-So-Dorky Drama Queen) wydano w 2017 roku. Akcja Dzienniki Nikki. Królowa Dramatu związana jest z sytuacją, w której dziennik dostaje się w ręce MacKenzie. 